# Xavier Chauveau
Pour les articles homonymes, voir Chauveau.
Pas d'image ? Cliquez ici

a Compétitions nationales et continentales officielles uniquement.

Dernière mise à jour le 25 novembre 2020.
Xavier Chauveau, né le 14 octobre 1992, est un joueur français de rugby à XV. Il évolue au poste de demi de mêlée au Racing 92 puis au SU Agen.

## Biographie
Après avoir commencé à l'école de rugby du Racing Métro 92 à 7 ans, Xavier Chauveau intègre le pôle espoirs du lycée Lakanal en banlieue parisienne. Il obtient un bac ES et intègre le centre de formation du Racing Métro 92 et démarre une licence d'économie à l'université Panthéon-Sorbonne. Sa licence terminée et validée avec succès, il se lance dans un master finance.
Il est convoqué en équipe de France de rugby à XV des moins de 19 ans.
Il remporte le Top 14 en 2016.
En 2017, il prolonge son contrat de deux ans avec le Racing 92.
En 2019, il signe avec le SU Agen pour les deux prochaines saisons,,.
En 2020, il met un terme à sa carrière de joueur et devient responsable de sites pour l'organisation de la Coupe du monde 2023. Il est chargé de la coordination et de l'intégration des sites. Il est titulaire d'une licence d'économie de la Sorbonne et d'un master en management à l'Université Grenoble-Alpes.